# Stiebar

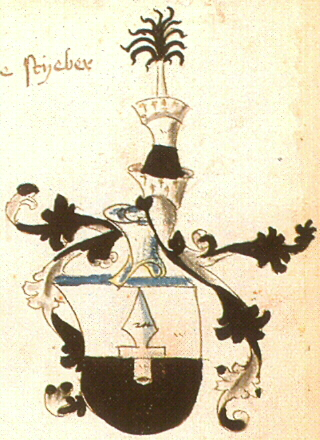
Familienwappen im Ingeram-Codex

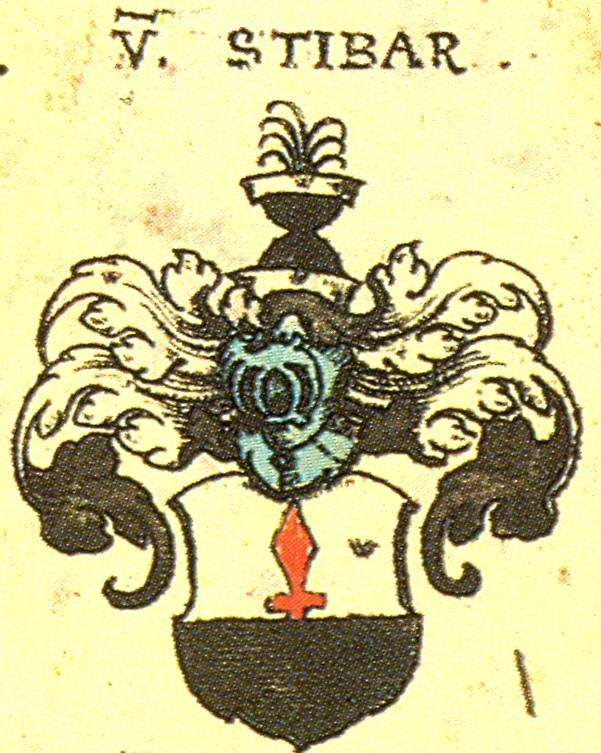
Wappen der Familie nach Siebmachers Wappenbuch

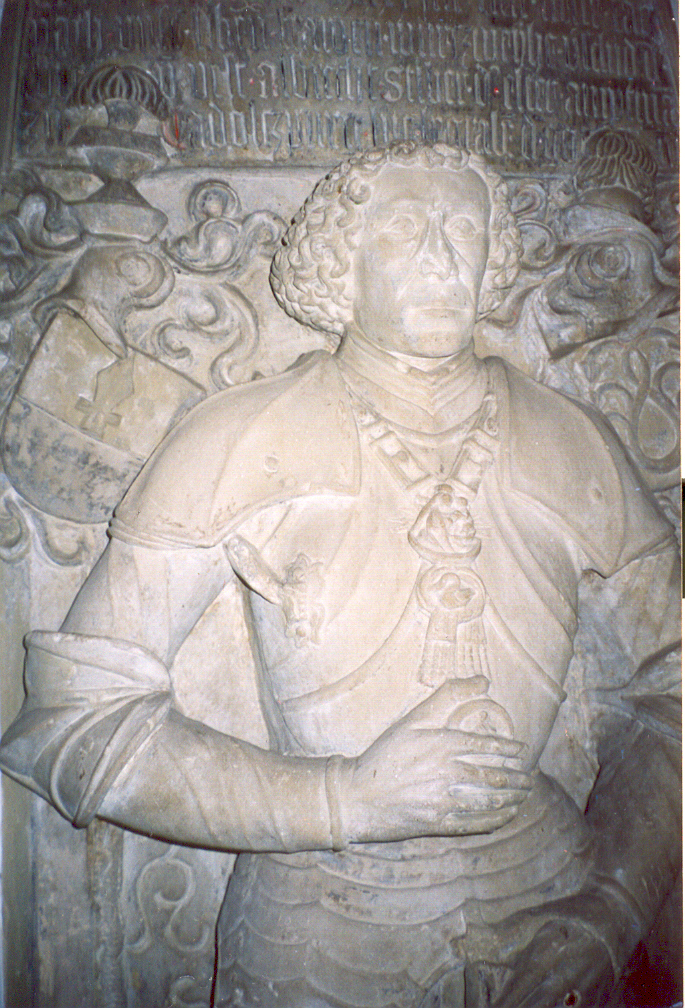
Albrecht Stiebar mit Ordensmedaillon des Schwanenordens

Die Familie von Stiebar war ein fränkisches Adelsgeschlecht. Eine Seitenlinie in Österreich hat das Aussterben der Familie im Stammland um Buttenheim überdauert.

## Geschichte
Die Familie von Stiebar ist nachgewiesen in der Zeit von 1304 bis 1762 in den Ritterkantonen Gebürg, Steigerwald und Rhön-Werra. Die Stiebar zählten 1396 zu den Gründerfamilien der Vereinigung der Fürspänger. Das Geschlecht stieg bis in den Reichsfreiherrenstand auf. Ihm entsprangen mehrere Äbtissinnen und Deutschordensritter. In der Zeit von 1377 bis 1560 waren mindestens vierzehn Mitglieder dieses Geschlechts Domherren in den Hochstiften von Bamberg und Würzburg. Der Würzburger Domherr Daniel Stiebar von Buttenheim (1503–1555) trug maßgeblich zur humanistischen Erziehung des Geistlichen und Humanisten Erasmus Neustetter genannt Stürmer bei, Fragmente seiner Grabplatte befinden sich im Langhaus des Würzburger Domes. Brigitta von Stiebar war die letzte Oberin des Klosters Schlüsselau, die Familie hatte dort und in St. Theodor in Bamberg weitere geistliche Positionen. 
Kernland des Besitzes der Familie von Stiebar ist die Ortschaft Buttenheim, in der sich das Obere Schloss (auch Deichselburg) und das Untere Schloss befanden. Weitere drei Schlösser gehörten ihnen in Aisch Pretzfeld und Ermreuth. Zum Besitz zählten weiterhin zumindest Anteile der Ortschaften Kalteneggolsfeld, Siegritz, Morschreuth, Hemhofen, Heßdorf, Hagenbach, Rabeneck, Stiebarlimbach, Dietzhof, Regensberg und Waischenfeld. Zwischen 1794 und 1810 war Johann Joseph Stiebar von Buttenheim Besitzer der böhmischen Herrschaft Gießhübel.
Verwandte Geschlechter im ausgehenden Mittelalter waren die Ochs von Gunzendorf, die von Lüchau und die von Guttenberg.

### Buttenheim
Das Obere Schloss (viereckig mit Wall und vier Ecktürmen) wurde im Jahre 1525 im Bauernkrieg ein Raub der Flammen und nicht mehr aufgebaut. Bei dem heutigen Schloss Buttenheim handelt es sich um das sogenannte Untere Schloss, das ursprünglich denen von Lichtenstein als Kemenate diente und im Jahre 1438 von den Stiebars neben anderen Liegenschaften in Buttenheim übernommen wurde.

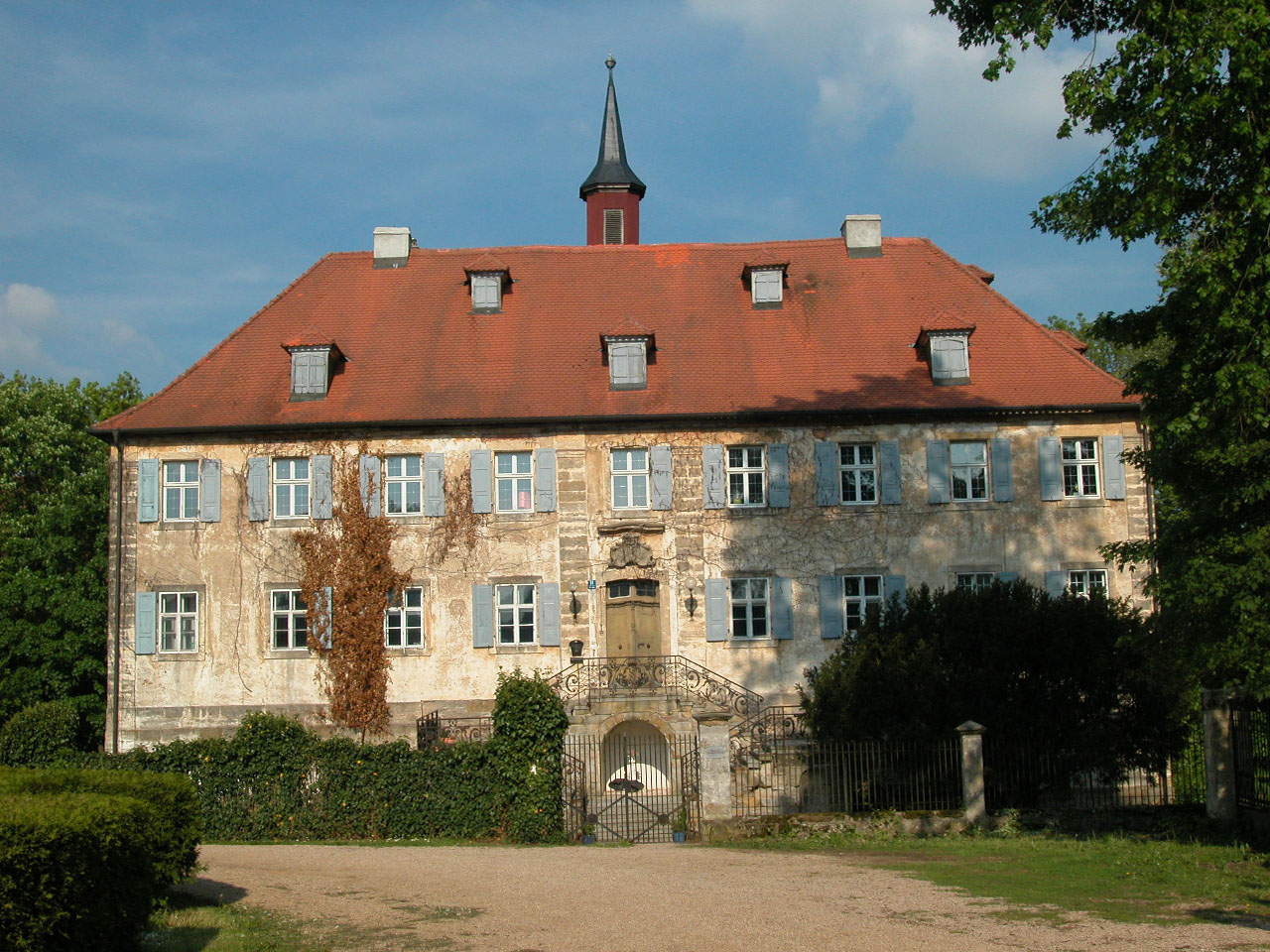
Schloss Buttenheim

Die Stiebars verfügten zu jener Zeit in Buttenheim über die Gerichtsbarkeit über Leben und Tod, die von den Schlüsselbergern auf sie überging. Im Eigentum der Stiebars wurde das Untere Schloss mehrfach niedergebrannt, so im Jahre 1492 in „blutiger Fehde zwischen Albrecht Stiebar dem Jüngeren und Fürstbischof Heinrich III. Groß von Trockau“, 1525 von „ortsfremden aufrührerischem Volk“ und 1561 nochmals durch die Unvorsichtigkeit eines Schlossbediensteten, der vor dem Einschlafen vergaß, das Licht in seinem Zimmer zu löschen. Hans Joachim von Stiebar, der im Jahre 1574 zum Ersten Ritterrat des Kantons Gebürg für das Gebiet von Bamberg und Forchheim gewählt wurde und damit großes Ansehen genoss, ließ den Schaden reparieren.
Die Stiebars bekannten sich schon sehr früh zur lutherischen Konfession, was unter anderem dadurch bezeugt ist, dass bereits im Jahr 1591 die Anstellung eines evangelischen Predigers auf Schloss Buttenheim urkundlich erwähnt wurde.
Im Dreißigjährigen Krieg wurden 1630 die Besitzungen der Stiebar auf kaiserlichen Befehl wegen ihrer Teilnahme an den Kämpfen der Unierten konfisziert, so gelangte Buttenheim und damit auch das Untere Schloss für einige Jahre in den Besitz des Fürsten Georg Ludwig von Schwarzenberg. Im Westfälischen Frieden erhielten die Stiebar im Jahr 1648 ihre Anwesen zurück.
Im Jahr 1741 wurde die noch bestehende Kapelle neben den Trümmern des von den Kriegswirren zerstörten Schlosses erbaut, die Schlossherrschaft musste aber in einem Nebengebäude wohnen.
1762, mit dem Tod von Reichsfreiherr Johann Georg Christoph Wilhelm von Stiebar, erlosch die fränkische Hauptlinie dieses Geschlechts. Deren Lehen gingen an die Hochstifte Bamberg und Würzburg und zum Teil auch an das Herzogtum Sachsen-Coburg zurück. Das Eigentum verblieb bei den Erben, der Witwe und den Töchtern.
Im Jahre 1761 ging der brandenburgische Kammerjunker Wilhelm Christian Friedrich von Seefried die Ehe mit Elisabeth Sofie von Stiebar ein, die er als Student der Jurisprudenz in Erlangen kennengelernt hatte. 1762 starb die fränkische Linie der von Stiebar aus und wurde u. a. von den Freiherren von Seefried beerbt. Wenige Jahre nach der Eheschließung siedelten sie nach Buttenheim über. Da das Untere Schloss bis auf „den mittelalterlichen, massigen, viereckigen, mit einem Mansarddach gedeckten Turm zerstört, bzw. durch Brand vernichtet worden war …“ baute Wilhelm Christian Friedrich von Seefried im Jahre 1774 das jetzige barocke Schloss an den noch vorhandenen Turm an, in dem sich noch die evangelische Schlosskapelle befindet. Um 1820 wurden die bis damals rings um das Schlossgebäude verlaufenden mit Wasser gefluteten Gräben trockengelegt und verfüllt. Die Freiherren von Seefried bewohnen das Schloss noch heute.

### Seitenlinie in Österreich
Der Name Stiebar tauchte spät auch in Österreich auf (vergleiche Schloss Stiebar bei Gresten, Achaz von Stiebar als Gründer des Landestheaters Linz, Allhartsberg, Münzbach). Möglicherweise durch die Verwandtschaft mit den Wittelsbachern wanderte eine Seitenlinie der Stiebar im 16. Jahrhundert über Bayern nach Österreich aus.

## Persönlichkeiten
- Brigitta von Stiebar, letzte Äbtissin des Klosters Schlüsselau
- Veronika Stiebar von Buttenheim († 23. Oktober 1599 in Prag), erste Frau von Michał Sędziwój[9]
- Johann Nepomuk Freiherr von Stiebar (1791– ?), Kreishauptmann des Salzachkreises (1825–1831)
- Johann Achaz Freiherr von Stiebar (1755–1855), Propst des Kollegiatstifts Eisgarn (1815–1855)[10]
- Christoph Freiherr von Stiebar (1753–1824), erster Kreishauptmann im Innviertel 1779, Kreishauptmann im Viertel o.d.Manhartsberges während der Napoleonischen Kriege[11]

## Wappen
Das Wappen der Stiebar ist geteilt in Silber und Schwarz. Im silbernen Feld befindet sich die Spitze eines stehenden Spießes, eine sogenannte Schweinsfeder, mit goldener Querstange.

Wappen der Gemeinde Buttenheim
Wappen der Gemeinde Pretzfeld
Wappen der Gemeinde Hemhofen
Wappen der Gemeinde Heßdorf